# АС-23 през сезон 1939/40
През сезон 1939/40 от Държавното първенство АС-23 завършва на четвърто място в класирането с 9 победи, 2 равни и 7 загуби от 18 мача. Офицерският отбор е отборът с най-много отбелязани голове – 41. Футболистът на АС-23 Георги Пачеджиев печели и голмайсторския приз с 14 отбелязани попадения. През този сезон са записани и най-големите победи на АС-23 над Левски: На 22 януари 1939 г. в мач от турнира за Коледната купа на вестник „Спорт“ мачът завършва 11:4; 16 юни 1939 г. в благотворителен приятелски мач – 9:3; 22 май 1939 г. в юбилеен приятелски мач като част от тържествата организирани от СК „Левски“ 6:2 в чест с 25-ата годишнина от основаването му.

## Крайно класиране
| №  | Отбор          | М  | П  | Р | З | Г.р.  | +- | Т  |
| -- | -------------- | -- | -- | - | - | ----- | -- | -- |
| 1. | ЖСК (София)    | 18 | 10 | 3 | 5 | 31:27 | 4  | 23 |
| 2. | Левски (София) | 18 | 9  | 4 | 5 | 29:18 | 11 | 22 |
| 3. | Славия (София) | 18 | 9  | 4 | 5 | 30:20 | 10 | 22 |
| 4. | АС-23 (София)  | 18 | 9  | 2 | 7 | 41:27 | 14 | 20 |
| 5. | ФК-13 (София)  | 18 | 6  | 7 | 5 | 37:29 | 8  | 19 |
| -  | -              | -  | -  | - | - | -     | -  | -  |